# Batnfjord
Batnfjord is een fjord in de gemeente Gjemnes in de Noorse provincie Møre og Romsdal. De fjord, met een lengte van 10 kilometer, begint bij het dorpje Batnfjordsøra en eindigt bij het eiland Bergsøya, waar hij samenstroomt met de Tingvollfjord. Langs de fjord ligt ook Torvikbukt. De E39 loopt langs de noordelijke kust van Batnfjord.